# Marionia echinomuriceae
Marionia echinomuriceae is een slakkensoort uit de familie van de Tritoniidae. De wetenschappelijke naam van de soort is voor het eerst geldig gepubliceerd in 1994 door Jensen.